# Río Cutivireni
Der Río Cutivireni ist ein 109 km langer rechter Nebenfluss des Río Ene in der zentral in Peru gelegenen Region Junín. Er durchquert dort den Osten der Provinz Satipo.

## Flusslauf
Der Río Cutivireni bildet den Abfluss eines etwa 3750 m hoch gelegenen Bergsees an der Nordflanke des höchsten Punkts der Cordillera Vilcabamba Norte im äußersten Süden des Distrikts Río Tambo. Das Einzugsgebiet des Río Cutivireni oberhalb der Einmündung des Río Mayoventi liegt innerhalb des Nationalparks Otishi. Der Fluss durchquert anfangs auf einer Strecke von 50 km das Bergland der nördlichen Cordillera Vilcabamba in nördlicher Richtung. Anschließend fließt er bis Flusskilometer 40 nach Nordwesten, bevor sich nach Westen wendet. Bei Flusskilometer 33 trifft der Río Mayoventi, der bedeutendste Nebenfluss, von Süden kommend auf den Río Cutivireni. Die folgenden Kilometer liegen innerhalb des Schutzgebietes Reserva Comunal Asháninka. Auf den unteren 8 Kilometern bildet der Río Cutivireni einen verflochtenen Fluss mit einem breiten Flussbett, das von mehreren Flussarmen durchzogen wird. Er mündet schließlich oberhalb der Siedlung Cutivireni auf einer Höhe von etwa 400 m in den nach Norden strömenden Río Ene. Unmittelbar oberhalb der Mündung des Río Cutivireni befindet sich die Mündung des Río Quempiri.

## Einzugsgebiet
Der Río Cutivireni entwässert ein Areal von ca. 2050 km². Das Gebiet liegt an der Westflanke der nördlichen Cordillera Vilcabamba und erreicht im äußersten Süden eine maximale Höhe von 4185 m. Entlang der östlichen Grenze verläuft die Wasserscheide zum weiter östlich fließenden Río Urubamba. Im Westen grenzt das Einzugsgebiet des Río Cutivireni an das des Río Quimpiri, im äußersten Süden an das des Río Pichari, im Osten an das des Río Picha, im Nordosten an das des Río Pangoreni sowie im Norden an das des Río Mamiri.